# Die Flippers
Flippers, este o trupă muzicală germană, care a luat naștere în anul 1964, fiind formată din Manfred Durban, Claus Backhaus, Franz Halmich, Manfred Mössner, Manfred Hehl și Hans Springer din Knittlingen (la Pforzheim) din Baden-Württemberg. La început trupa a cântat numai la baluri ținute la sfârșit de săptămână, după ce au ajuns să fie cunoscuți s-au făcut o serie de înlocuiri în formație ca de exemplu Hans Springer este înlocuit de Bernd Hengst, Manfred Mössner înlocuit de Roland Bauser, sau Olaf Malolepski este înlocuit Manfred Hehl.
In 1969 Bernd Hengst și Franz Halmich, compune: Weine nicht, kleine Eva urmat de Nur mit dir allein, sau în 1970 Sha La La, I Love You. Au urmat o serie șlagăre de succes care au apărut în emisiuni muzicale TV, sau cântate la diferite turnee din Mallorca, Grecia, Portugalia sau Italia. Formația a obținut o serie de distincții ca de exemlu:
- Echo, Goldene Stimmgabel, Sold Out Award

## Literatură
- Marco Quinzio: Die Flippers, Augustus Verlag, Augsburg 1993
- Anton Zuber: Die Flippers, Militzke Verlag, Leipzig 2008